# United States Army South
United States Army South è la componente di comando e servizio dello United States Southern Command la cui area di responsabilità comprende 31 paesi e 15 aree di sovranità speciale nel Centro e Sud America e nei Caraibi. Ha sede a Fort Sam Houston, Texas.

## Missione
United States Army South (ARSOUTH) conduce e sostiene operazioni multinazionali e di cooperazione per la sicurezza della zona di responsabilità al fine di contrastare le minacce transnazionali e rafforzare la sicurezza regionale nella difesa della patria.
Successivamente ai fatti dell'11 settembre 2001, in un'ottica di riorganizzazione generale delle forze armate di terra, la United States Army South e la Sixth United States Army sono state unite come unica entità a partire dal 16 luglio 2008.

## Organizzazione
- Sixth Army
  -  807th Medical Command (Deployment Support), (USARC)
  -  167th Theater Sustainment Command, Alabama Army National Guard
  -  470th Military Intelligence Brigade
  -  56th Signal Battalion, sotto il controllo amministrativo della 106th Signal Brigade
  - 525th Military Police Battalion (Detention), Guantanamo, Cuba
  - 512th Engineer Detachment (Geospatial Planning Cell)
  - Army Support Activity - Joint Task Force Bravo, Soto Cano Air Base, Honduras
    -  1st Battalion, 228th Aviation Regiment (General Support)
      -  Headquarters & Headquarters Company
      -  Company A  (CAC) - Equipaggiata con 8 UH-60L
      -  Company B  (Heavy Lift) - Equipaggiata con 12 CH-47F
      -  Company C  (MEDEVAC), - Equipaggiata con 15 HH-60M e UH-60L
      -  Company D (AVUM)
      -  Company E (Forward Support)
      -  Company F  (ATS)
      -  Company G  (MEDEVAC), - Equipaggiata con 15 HH-60M e UH-60L